# Intermedio de reacción
En química, el término intermedio de reacción, o simplemente intermedio, o también especie intermedia, hace referencia a una especie química, habitualmente de baja estabilidad, que aparece y posteriormente desaparece como parte de un mecanismo de reacción. No aparece ni en la reacción global, ni en la ecuación de velocidad.
La mayor parte de las reacciones químicas son consecutivas (o sucesivas), lo cual significa que para completarse necesitan pasar a través de una serie de etapas elementales. Las especies que son el producto de una de estas etapas y que se consumen en una etapa siguiente son los intermedios de reacción. 
Por ejemplo, en una hipotética reacción consecutiva (o sucesiva):
A + 2B → C + D + E,
cuyo mecanismo fuera el siguiente:
A + B → C + X
X → D + Y
B + Y → E,
las especies X e Y son los intermedios de reacción.
Los intermedios de reacción suelen tener una vida corta y rara vez se aíslan.